# Wola Szydłowiecka (gromada)
Wola Szydłowiecka – dawna gromada, czyli najmniejsza jednostka podziału terytorialnego Polskiej Rzeczypospolitej Ludowej w latach 1954–1972.
Gromady, z gromadzkimi radami narodowymi (GRN) jako organami władzy najniższego stopnia na wsi, funkcjonowały od reformy reorganizującej administrację wiejską przeprowadzonej jesienią 1954 do momentu ich zniesienia z dniem 1 stycznia 1973, tym samym wypierając organizację gminną w latach 1954–1972.
Gromadę Wola Szydłowiecka siedzibą GRN w Wola Szydłowieckiej utworzono – jako jedną z 8759 gromad na obszarze Polski – w powiecie łowickim w woj. łódzkim, na mocy uchwały nr 33/54 WRN w Łodzi z dnia 4 października 1954. W skład jednostki weszły obszary dotychczasowych gromad Wola Szydłowiecka, Wola Szydłowiecka kolonia, Józefów i Humin oraz część obszaru dotychczasowej gromady Humin Dobra Ziemskie położona na południe od lasów państwowych wraz z tymi lasami ze zniesionej gminy Bolimów w tymże powiecie. Dla gromady ustalono 12 członków gromadzkiej rady narodowej.
Gromadę zniesiono 1 stycznia 1959, a jej obszar włączono do gromady Bolimów w tymże powiecie.